# Ischnosiphon ursinus
Ischnosiphon ursinus är en strimbladsväxtart som beskrevs av Bengt Lennart Andersson. Ischnosiphon ursinus ingår i släktet Ischnosiphon och familjen strimbladsväxter. Inga underarter finns listade.